# 王梓材
王梓材（1792年—1851年），初名梓，字楚材，後更字梓材，以字行。浙江鄞县（今浙江宁波）人。
祖父王鍔，父王謨，皆秀才出身。世居鄞西柳莊坊。道光十四年（1834年）優貢，隔年考取八旗教習。道光十八年（1838年）王梓材、馮雲濠受督學何淩漢委託，访求到盧鎬、黃直垕、蒋学镛等三種《宋元學案》藏本及二老阁郑氏刊本，遂以卢氏所藏稿本为底本，参考另外两种稿本校补所阙部分，始成《宋元學案補遺》100卷，共補遺約有七、八百條。由於《宋史》過於繁蕪，《宋元學案》幾可視為重修《宋史》之作。學者稱閕軒先生。道光三十年九月署樂會縣事，咸豐元年（1851年）正月十四日以疾卒於官。